# Zastrzał (lotnictwo)

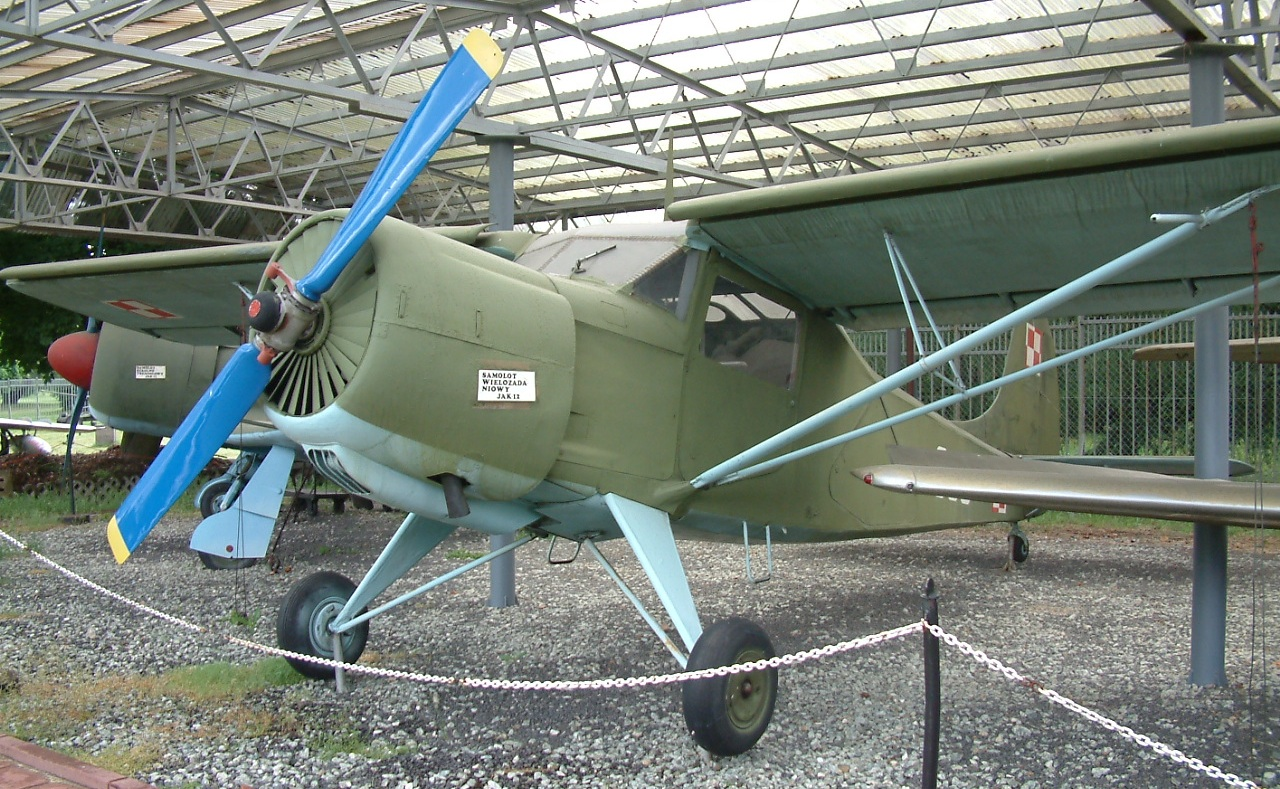
Zastrzały w konstrukcji Jaka-12 (górnopłat zastrzałowy)

Zastrzał – element konstrukcyjny statków powietrznych, głównie samolotów – profilowany pręt łączący płat, statecznik poziomy lub podwozie z kadłubem, stosowany zwłaszcza w starszych konstrukcjach dwupłatów i górnopłatów zastrzałowych. Rolą zastrzałów jest zwiększenie zdolności zespołów płatowca do przenoszenia obciążeń zewnętrznych, dzięki czemu całość konstrukcji może być lżejsza. Obecnie zastrzały zewnętrzne zostały w większości wyparte przez konstrukcje wolnonośne.
Pręty łączące górny i dolny płat w dwupłacie, czasami mylnie utożsamiane z zastrzałami, nosiły nazwę rozpórek.